# 施泰嫩 (瑞士)
施泰嫩（德語：Steinen）是瑞士联邦施维茨州施维茨区的市镇。该市镇面积为11.85平方千米，海拔高度474米，2018年12月31日人口数为3,417。